# Хореа (Алба)
Хореа (рум. Horea) насеље је у Румунији у округу Алба у општини Хореа. Oпштина се налази на надморској висини од 746 m.

## Становништво
Према подацима из 2011. године у насељу је живело 293 становника.